# Перехрестя

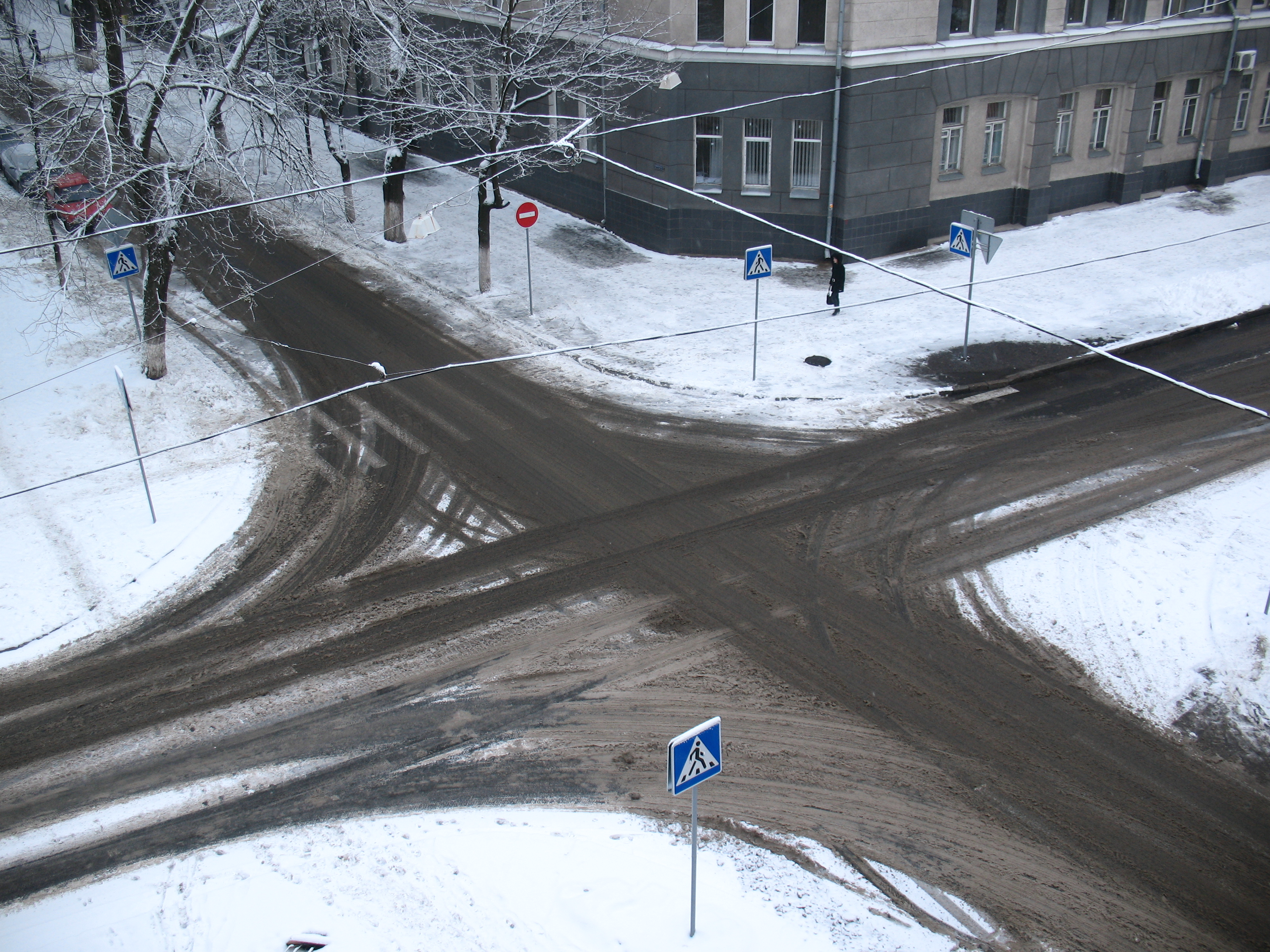
Перехрестя доріг

Схема перехрестя доріг

Перехре́стя — місце перехрещення, прилягання або розгалуження доріг на одному рівні, межею якого є уявні лінії між початком заокруглень країв проїзної частини кожної з доріг. Не вважається перехрестям місце прилягання до дороги виїзду з прилеглої території.

## Класифікація
У населених пунктах дорожні вузли в одному рівні класифікують згідно з ДБН В.2.3-5-2017 залежно від категорій вулиць, що перехрещуються і поділяють на нерегульовані, з рухом по кільцю та регульовані.
Зокрема, регульовані перехрестя влаштовують на магістральних вулицях загальноміського та районного значення, а також на головних вулицях і дорогах сільських населених пунктів.
Саморегульований кільцевий рух, як правило, каналізований, влаштовують:
- на магістральних вулицях місцевого значення;
- на магістральних вулицях районного значення;
- на магістральних вулицях загальноміського значення (у малих та середніх містах);
- на головних вулицях і дорогах сільських населених пунктів.

Нерегульовані перехрестя влаштовують на міських вулицях місцевого значення та на вулицях сільських населених пунктів.
Розв'язки поділяють:
- за умовами руху: на лінійні та кільцеві,
- за способом надання пріоритету: на регульовані та нерегульовані,
- за формою: нормальні, Х-подібні, зіркові, кільцеві, Т-подібні, Y-подібні, зміщені.